# Cadel Evans Great Ocean Road Race 2024
La 8.ª edición de la clásica ciclista Cadel Evans Great Ocean Road Race fue una carrera en Australia que se celebró el 28 de enero de 2024 sobre un recorrido de 174,3 kilómetros alrededor de Geelong.
La carrera formó parte del UCI WorldTour 2024, calendario ciclístico de máximo nivel mundial, siendo la segunda carrera de dicho circuito y fue ganada por el neozelandés Laurence Pithie del Groupama-FDJ. Completaron el podio, como segundo y tercer clasificado respectivamente, el eritreo Natnael Tesfatsion del Lidl-Trek y el alemán Georg Zimmermann del Intermarché-Wanty.

## Equipos participantes
Tomaron parte en la carrera 13 equipos: 10 de categoría UCI WorldTeam, 1 de categoría UCI ProTeam y 2 de categoría Continental. Formaron así un pelotón de 88 ciclistas de los que acabaron 79. Los equipos participantes fueron:
| WorldTeams (10)- Arkéa-B&B Hotels - Astana Qazaqstan Team - Cofidis - EF Education-EasyPost - Groupama-FDJ - Ineos Grenadiers - Intermarché-Wanty - Lidl-Trek - Team dsm-firmenich PostNL - Team Jayco AlUla ProTeam- Israel-Premier Tech Equipos continentales (2)- Ara-Skip Capital - Team BridgeLane |
| |

## Clasificación final
- La clasificación finalizó de la siguiente forma:[3]

| \| Clasificación general \| Clasificación general \| Clasificación general \| Clasificación general \| Clasificación general \| \| Ciclista \| Ciclista \| Equipo \| Tiempo \| \| \| --------------------- \| --------------------- \| ------------------------- \| --------------------- \| --------------------- \| \| 1.º \| Laurence Pithie \| Groupama-FDJ \| 4 h 17 min 40 s \| \| \| 2.º \| Natnael Tesfatsion \| Lidl-Trek \| + 0 s \| \| \| 3.º \| Georg Zimmermann \| Intermarché-Wanty \| + 0 s \| \| \| 4.º \| Corbin Strong \| Israel-Premier Tech \| + 0 s \| \| \| 5.º \| Jhonatan Narváez \| Ineos Grenadiers \| + 0 s \| \| \| 6.º \| Axel Mariault \| Cofidis \| + 0 s \| \| \| 7.º \| Chris Hamilton \| Team dsm-firmenich PostNL \| + 0 s \| \| \| 8.º \| Christian Scaroni \| Astana Qazaqstan Team \| + 0 s \| \| \| 9.º \| Jonas Rutsch \| EF Education-EasyPost \| + 0 s \| \| \| 10.º \| Louis Barré \| Arkéa-B&B Hotels \| + 0 s \| \| |                    |                           |                 |
| |                    |                           |                 |
| Fuente: ProCyclingStats |                    |                           |                 |
| Clasificación general |                    |                           |                 |
| Ciclista | Ciclista           | Equipo                    | Tiempo          |
| 1.º | Laurence Pithie    | Groupama-FDJ              | 4 h 17 min 40 s |
| 2.º | Natnael Tesfatsion | Lidl-Trek                 | + 0 s           |
| 3.º | Georg Zimmermann   | Intermarché-Wanty         | + 0 s           |
| 4.º | Corbin Strong      | Israel-Premier Tech       | + 0 s           |
| 5.º | Jhonatan Narváez   | Ineos Grenadiers          | + 0 s           |
| 6.º | Axel Mariault      | Cofidis                   | + 0 s           |
| 7.º | Chris Hamilton     | Team dsm-firmenich PostNL | + 0 s           |
| 8.º | Christian Scaroni  | Astana Qazaqstan Team     | + 0 s           |
| 9.º | Jonas Rutsch       | EF Education-EasyPost     | + 0 s           |
| 10.º | Louis Barré        | Arkéa-B&B Hotels          | + 0 s           |

## Ciclistas participantes y posiciones finales
Convenciones:
- AB-N: Abandono en la etapa "N"
- FLT-N: Retiro por llegada fuera del límite de tiempo en la etapa "N"
- NTS-N: No tomó la salida para la etapa "N"
- DES-N: Descalificado o expulsado en la etapa "N"

## UCI World Ranking
La Cadel Evans Great Ocean Road Race otorgó puntos para el UCI World Ranking para corredores de los equipos en las categorías UCI WorldTeam, UCI ProTeam y Continental. Las siguientes tablas son el baremo de puntuación y los diez corredores que obtuvieron más puntos:
| Posición   | 1.º | 2.º | 3.º | 4.º | 5.º | 6.º | 7.º | 8.º | 9.º | 10.º | 11.º | 12.º | 13.º | 14.º | 15.º-20.º | 21.º-30.º | 31.º-50.º | 51.º-55.º | 56.º-60.º |
| Puntuación | 300 | 250 | 215 | 175 | 120 | 115 | 95  | 75  | 60  | 50   | 40   | 35   | 30   | 25   | 20        | 12        | 5         | 2         | 1         |

| Clasificación |                    |                       |        |
| Ciclista      | Ciclista           | Equipo                | Puntos |
| ------------- | ------------------ | --------------------- | ------ |
| 1.º           | Laurence Pithie    | Groupama-FDJ          | 300    |
| 2.º           | Natnael Tesfatsion | Lidl-Trek             | 250    |
| 3.º           | Georg Zimmermann   | Intermarché-Wanty     | 215    |
| 4.º           | Corbin Strong      | Israel-Premier Tech   | 175    |
| 5.º           | Jhonatan Narváez   | INEOS Grenadiers      | 120    |
| 6.º           | Axel Mariault      | Cofidis               | 115    |
| 7.º           | Chris Hamilton     | dsm-firmenich PostNL  | 95     |
| 8.º           | Christian Scaroni  | Astana Qazaqstan      | 75     |
| 9.º           | Jonas Rutsch       | EF Education-EasyPost | 60     |
| 10.º          | Louis Barré        | Arkéa-B&B Hotels      | 50     |